# Famous Stars and Straps

Famous Stars and Straps (también conocido por las siglas FSAS) es una marca de ropa y accesorios estadounidense creada por Travis Barker, más conocido por ser el baterista del grupo Blink-182 y de la banda de rock alternativo +44. Fue fundada en 1999 con el eslogan "Doing the damn thing since 1999", y está asentada en Corona, California. El estilo de Famous Stars and Straps se caracteriza por contar con tintes culturales importados de géneros de música tales como el rock, el punk, el hip hop, y la cultura skater.
La línea de ropa consiste principalmente en vestuario masculino, incluyendo camisetas, sudaderas y gorras, aunque recientemente se lanzó una línea femenina consistente en bikinis, camisetas, faldas, y similares. Además, Famous Stars and Straps tiene una línea de accesorios que incluye cinturones, hebillas, y material relacionado con monopatines, pues cuenta también con un equipo de skateboard.
El logo de la compañía es una F, que suele usarse para formar palabras tales como Family (‘familia’), Famous (‘famoso’) o Forever (‘por siempre’).
Muchos famosos han vestido la ropa y accesorios de FSAS, entre ellos el propio Travis Barker; sus compañeros de grupo, Tim Armstrong, Rob Aston, Mark Hoppus, Craig Fairbaugh, Tom DeLonge y Paul Wall. Además el grupo Bullet for My Valentine, Fergie, componente de The Black Eyed Peas, vistió esta marca en la portada de DUB Magazine (número 28). Lee Gaze de Lostprophets también vistió FSAS durante el videoclip de thefakesoundofprogress. Brooke Burke, asimismo, llevó esta marca en la portada de la revista Transworld Stance en junio de 2003.
La ropa de FSAS es famosa entre artistas hip hop tales como Lil Jon, Jermaine Dupri, y The Pack. Lil Wayne fue uno de los primeros artistas en vestir la ropa de FSAS en el videoclip de Hot Boyz "I need a hot girl", en 1999.
- Datos: Q3066293